# Viñuela
Viñuela település Spanyolországban, Málaga tartományban. Viñuela Benamargosa, Cútar, Periana, Alcaucín, Canillas de Aceituno, Arenas és Vélez-Málaga községekkel határos. Lakosainak száma 2006 fő (2024).

## Népesség
A település népessége az elmúlt években az alábbi módon változott:
| Lakosok száma | 1247 | 1481 | 1881 | 1994 | 1980 | 2013 | 2045 | 2034 | 2106 | 2006 |
|               | 2001 | 2004 | 2007 | 2009 | 2011 | 2015 | 2017 | 2019 | 2022 | 2024 |